# Кумагай, Кэнъити
Кэнъити Кумагай (яп. 熊谷 憲一 Кумагай Кэнъити, 2 октября 1895 — 9 октября 1956) — японский государственный деятель, губернатор префектур Окаяма (1939—1940), Ямагути (1943—1944) и Хоккайдо (1945), члены Палаты представителей Японии (1952—1956).

## Биография
Родился в префектуре Фукуока как старший сын чиновника Суми Кумагая. В июле 1920 года окончил юридический факультет (немецкое право) Токийского императорского университета. В октябре 1920 года поступил на службу в Министерство сельского хозяйства и торговли, работал в отделе труда и инженерном отделе. В ноябре 1922 года был переведён в Министерство внутренних дел и назначен в отдел страхования второго департамента в качестве члена социального бюро Министерства внутренних дел. После этого занимал различные должности, такие как директор отдела бухгалтерского учёта отдела страхования, директор отдела по социальным вопросам, директор отдела бухгалтерского учёта секретариата министра и директор отдела занятости Министерства здравоохранения и благосостояния.
В сентябре 1939 года Кумагай стал губернатором префектуры Окаяма. В феврале 1940 года стал начальником Информационного бюро Кабинета министров. В августе того же года был назначен директором отдела по социальным вопросам Министерства здравоохранения и благосостояния. С апреля по октябрь 1941 года занимал пост директора отдела по общим вопросам Ассоциации помощи трону. В июле 1943 года назначен губернатором префектуры Ямагути, а в июле 1944 года назначен заместителем директора штаба противовоздушной обороны. В апреле 1945 года занял пост губернатора префектуры Хоккайдо. Также с 10 июня по 31 октября того же года занимал пост главы Северного военного округа.
После войны в августе 1951 года Кэнъити Кумагай был отстранён от государственной службы и снят с должностей. В октябре 1952 года баллотировался на всеобщих выборах в Палату представителей от первого округа префектуры Фукуока как кандидат от Либеральной партии. В феврале 1955 года третий раз избирается в Палату представителей, а 9 октября 1956 года умирает на должности в возрасте 61 года. В течение этого времени занимал пост главы комитета по политическим вопросам Либеральной партии.